# Phaenocarpa naubinwayensis
Phaenocarpa naubinwayensis är en stekelart som beskrevs av Fischer 1974. Phaenocarpa naubinwayensis ingår i släktet Phaenocarpa och familjen bracksteklar. Inga underarter finns listade i Catalogue of Life.